# Laminaria sinclairii
Espèce
Laminaria sinclairii est une espèce d'algues brunes de la famille des Laminariaceae.